# Collegio uninominale Campania 2 - 09
Il collegio elettorale uninominale Campania 2 - 09 è stato un collegio elettorale uninominale della Repubblica Italiana per l'elezione della Camera dei deputati tra il 2017 ed il 2022.

## Territorio
Come previsto dalla legge elettorale italiana del 2017, il collegio era stato definito tramite decreto legislativo all'interno della circoscrizione Campania 2.
Era formato dal territorio di 22 comuni: Acerno, Albanella, Altavilla Silentina, Battipaglia, Bellizzi, Calvanico, Campagna, Capaccio Paestum, Castiglione del Genovesi, Eboli, Giffoni Sei Casali, Giffoni Valle Piana, Montecorvino Pugliano, Montecorvino Rovella, Olevano sul Tusciano, Palomonte, Pontecagnano Faiano, Postiglione, San Cipriano Picentino, San Mango Piemonte, Serre e Sicignano degli Alburni.
Il collegio era quindi interamente compreso nella provincia di Salerno e faceva parte del collegio plurinominale Campania 2 - 03.

## Eletti
| Elezione | Elezione | Deputato      | Partito            |
| -------- | -------- | ------------- | ------------------ |
|          | 2018     | Nicola Acunzo | Movimento 5 Stelle |
|          | 2020     | Nicola Acunzo | Gruppo misto       |
|          | 2021     | Nicola Acunzo | Centro Democratico |
|          | 2022     | Nicola Acunzo | Forza Italia       |

## Dati elettorali

### XVIII legislatura
Come previsto dalla legge elettorale, 232 deputati erano eletti con sistema a maggioranza relativa in altrettanti collegi uninominali a turno unico.
| Candidati              | Candidati               | Voti    | %     | Liste                           | Voti    | %     |
| ---------------------- | ----------------------- | ------- | ----- | ------------------------------- | ------- | ----- |
|                        | Nicola Acunzo ✔️ Eletto | 57 458  | 41,85 | Movimento 5 Stelle              | 57 458  | 41,85 |
|                        | Romano Ciccone          | 47 457  | 34,57 | Forza Italia                    | 29 209  | 21,27 |
| Lega                   | Romano Ciccone          | 47 457  | 34,57 | 10 112                          | 7,37    |       |
| Fratelli d'Italia      | Romano Ciccone          | 47 457  | 34,57 | 5 423                           | 3,95    |       |
| Noi con l'Italia - UDC | Romano Ciccone          | 47 457  | 34,57 | 2 713                           | 1,98    |       |
|                        | Domenico Volpe          | 21 568  | 15,71 | Partito Democratico             | 16 806  | 12,24 |
| Italia Europa Insieme  | Domenico Volpe          | 21 568  | 15,71 | 1 672                           | 1,22    |       |
| +Europa                | Domenico Volpe          | 21 568  | 15,71 | 1 580                           | 1,15    |       |
| Civica Popolare        | Domenico Volpe          | 21 568  | 15,71 | 1 510                           | 1,10    |       |
|                        | Federico Conte          | 5 566   | 4,05  | Liberi e Uguali                 | 5 566   | 4,05  |
|                        | Dina Balsamo            | 1 499   | 1,09  | Potere al Popolo!               | 1 499   | 1,09  |
|                        | Antonio Voria           | 1 200   | 0,87  | Il Popolo della Famiglia        | 1 200   | 0,87  |
|                        | Vincenzo Martucciello   | 954     | 0,69  | Italia agli Italiani            | 954     | 0,69  |
|                        | Mariarosaria Andriuolo  | 736     | 0,54  | CasaPound                       | 736     | 0,54  |
|                        | Gennaro Nenna           | 409     | 0,30  | Partito Comunista               | 409     | 0,30  |
|                        | Anna Arena              | 167     | 0,12  | Per una Sinistra Rivoluzionaria | 167     | 0,12  |
|                        | Giovanni Ursi           | 158     | 0,12  | Partito Valore Umano            | 158     | 0,12  |
|                        | Raffaella Coppola       | 123     | 0,09  | 10 Volte Meglio                 | 123     | 0,09  |
| Totale                 | Totale                  | 137 295 | 100   |                                 | 137 295 | 100   |
|                        |                         |         |       |                                 |         |       |
| Voti non validi        | Voti non validi         | 5 341   | 3,74  |                                 |         |       |
| Votanti                | Votanti                 | 142 636 | 72,00 |                                 |         |       |
| Elettori               | Elettori                | 198 111 |       |                                 |         |       |